# HOXB13
HOXB13 (англ. Homeobox B13) – білок, який кодується однойменним геном, розташованим у людей на короткому плечі 17-ї хромосоми. Довжина поліпептидного ланцюга білка становить 284 амінокислот, а молекулярна маса — 30 676.
| 10         |  | 20         |  | 30         |  | 40         |  | 50         |
| ---------- |  | ---------- |  | ---------- |  | ---------- |  | ---------- |
| MEPGNYATLD |  | GAKDIEGLLG |  | AGGGRNLVAH |  | SPLTSHPAAP |  | TLMPAVNYAP |
| LDLPGSAEPP |  | KQCHPCPGVP |  | QGTSPAPVPY |  | GYFGGGYYSC |  | RVSRSSLKPC |
| AQAATLAAYP |  | AETPTAGEEY |  | PSRPTEFAFY |  | PGYPGTYQPM |  | ASYLDVSVVQ |
| TLGAPGEPRH |  | DSLLPVDSYQ |  | SWALAGGWNS |  | QMCCQGEQNP |  | PGPFWKAAFA |
| DSSGQHPPDA |  | CAFRRGRKKR |  | IPYSKGQLRE |  | LEREYAANKF |  | ITKDKRRKIS |
| AATSLSERQI |  | TIWFQNRRVK |  | EKKVLAKVKN |  | SATP       |  |            |

A: Аланін

C: Цистеїн

D: Аспарагінова кислота

E: Глутамінова кислота

F: Фенілаланін

G: Гліцин

H: Гістидин

I: Ізолейцин

K: Лізин

L: Лейцин

M: Метіонін

N: Аспарагін

P: Пролін

Q: Глутамін

R: Аргінін

S: Серин

T: Треонін

V: Валін

W: Триптофан

Кодований геном білок за функцією належить до білків розвитку. 
Задіяний у таких біологічних процесах, як транскрипція, регуляція транскрипції. 
Білок має сайт для зв'язування з ДНК. 
Локалізований у ядрі.